# Norðurárdalur (dal i Island, Västlandet)
Norðurárdalur är en dalgång i republiken Island. Den ligger i Borgarbyggð i regionen Västlandet, i den västra delen av landet. Dalen sträcker sig till Holtavörðuheiði. Riksväg 1 går genom dalen och ån Norðurá rinner genom den. I dalen har en tätort bildats runt Bifröstuniversitetet. Där bor cirka 250 personer.